# Ceratophysella maheuxi
Ceratophysella maheuxi är en urinsektsart som först beskrevs av Butler 1966.  Ceratophysella maheuxi ingår i släktet Ceratophysella och familjen Hypogastruridae. Inga underarter finns listade i Catalogue of Life.